# 安国寺 (岐阜県池田町)
安国寺（あんこくじ）は、岐阜県揖斐郡池田町小寺にある臨済宗妙心寺派の寺院。足利尊氏が全国に建立した安国寺のうち、美濃国に設けられたものである。西美濃三十三霊場15番札所。
鎌倉円覚寺の此山妙在を開基として、1345年（康永4年 / 興国6年）に開かれた。美濃国守護の土岐氏や有力武将の稲葉氏所縁の寺院で、明応5年（1496年）、土岐成頼が同寺で出家した他、土岐氏が斎藤道三に滅ぼされた際、稲葉光朝が斎藤家に復讐するため千人斬りの願を立て、安国寺に潜んで夜な夜な岐阜へ人斬りに出向いたという伝承がある。
寺内には稲葉光朝の墓と伝えられる五輪塔のほか、西国三十三番観音供養塔がある。また、織田信雄の制札（池田町指定有形文化財）を所蔵している。